# Вълчедръм
Въ̀лчедръм е град в Северозападна България. Той се намира в Монтанска област, в близост до Лом. Градът е административен център на община Вълчедръм. По данни на ГРАО към 15 юни 2023 г. в града живеят 3134 души по настоящ адрес и 3171 души по постоянен адрес.

## География
Вълчедръм е разположен в Западната Дунавска равнина, в поречието на р. Цибрица, в Ломско-Искърската подобласт. Градът се намира на 23 km от Лом, на 44 km от областния център Монтана и на 153 km от столицата София.

## История
Най-ранното сведение за Вълчедръм е от 1684 година, когато се споменава за засегнала селото епидемия.
Към 1850 г. българите от Видинска област решават да въстанат и да се освободят от турското иго, искайки автономия по подобие на Сърбия. Въстанието обхваща земите от р. Тимок до река Цибрица. На съвещанията в Раковишкия манастир участват кнезът и чорбаджията от с. Вълчедръм. На 1 юни капитан Кръстьо повежда въстаналите българи по р. Лома. На 4 юни въстаническият отряд с около 1000 бойци е в с. Динково (Хасанова махала). Турците в Лом знаят, че българският отряд е недобре въоръжен. Турско конно формирование атакува въстаниците и те са сломени, давайки значителни жертви. Селяните от поречието на Цибрица не се събират при с. Ковачица. По данни на Симеон Дамянов сраженията в Ломско край с. Хасанова махала са пример за продължителна борба на българските селяни срещу башибозука. Въпросът с участието на селяните от поречието на Цибрица в това въстание е открит.
В Южната част на града на края на Вълчедръм по път 133 има паметна плоча. Сложена в чест на руските войници. В града има паметник на Васил Левски.
По време на Балканската война в 1912 година 4 души от Вълчедръм се включват като доброволци в Македоно-одринското опълчение.

## Говор
В научния си труд "История на града Лом и Ломска околия" първият български етнограф Димитър Маринов определя говора на Вълчедръм, Лабец, Горно Линево , Ковачица, Мокреш, Дервиш мала, Душилница като "пиротски".
Към 30-те години на XX век жителите на Вълчедръм до голяма степен запазват своя преходен диалект и са част от говорен остров от десетина села по долното течение на Цибър.

## Религии
Крепост на православието в града е внушителният храм „Св. Параскева“, прочут с уникалния си иконостас. Църквата е умалено копие на храма „Александър Невски“ в София.

## Политика
- 2023 – Иван Барзин (БЗНС) печели на първи тур с 54,73% срещу Миглена Станимирова (ГЕРБ)
- 2003 – Иван Барзин (БЗНС) печели на първи тур с 60% срещу Илиян Лашков (ССД).
- 1999 – Иван Барзин (БЗНС) печели на втори тур със 76% срещу Красимир Бенков (СДС).
- 1995 – Красимир Петров (Предизборна коалиция БСП, БЗНС Александър Стамболийски, ПК Екогласност) печели на първи тур с 53% срещу Иван Барзин (Народен съюз).

## Редовни събития
Православният празник Свети Дух е и денят, в който се чества празникът на Вълчедръм. Това е Петдесетница (50-ият ден след Великден). Обикновено хората празнуват в неделята преди него, т.к. Петдесетница е винаги в понеделник.
Родом от град Въчедръм е прочутият фолклорист Димитър Маринов. Неговото име носи местната гимназия.